# Гірський кришталь

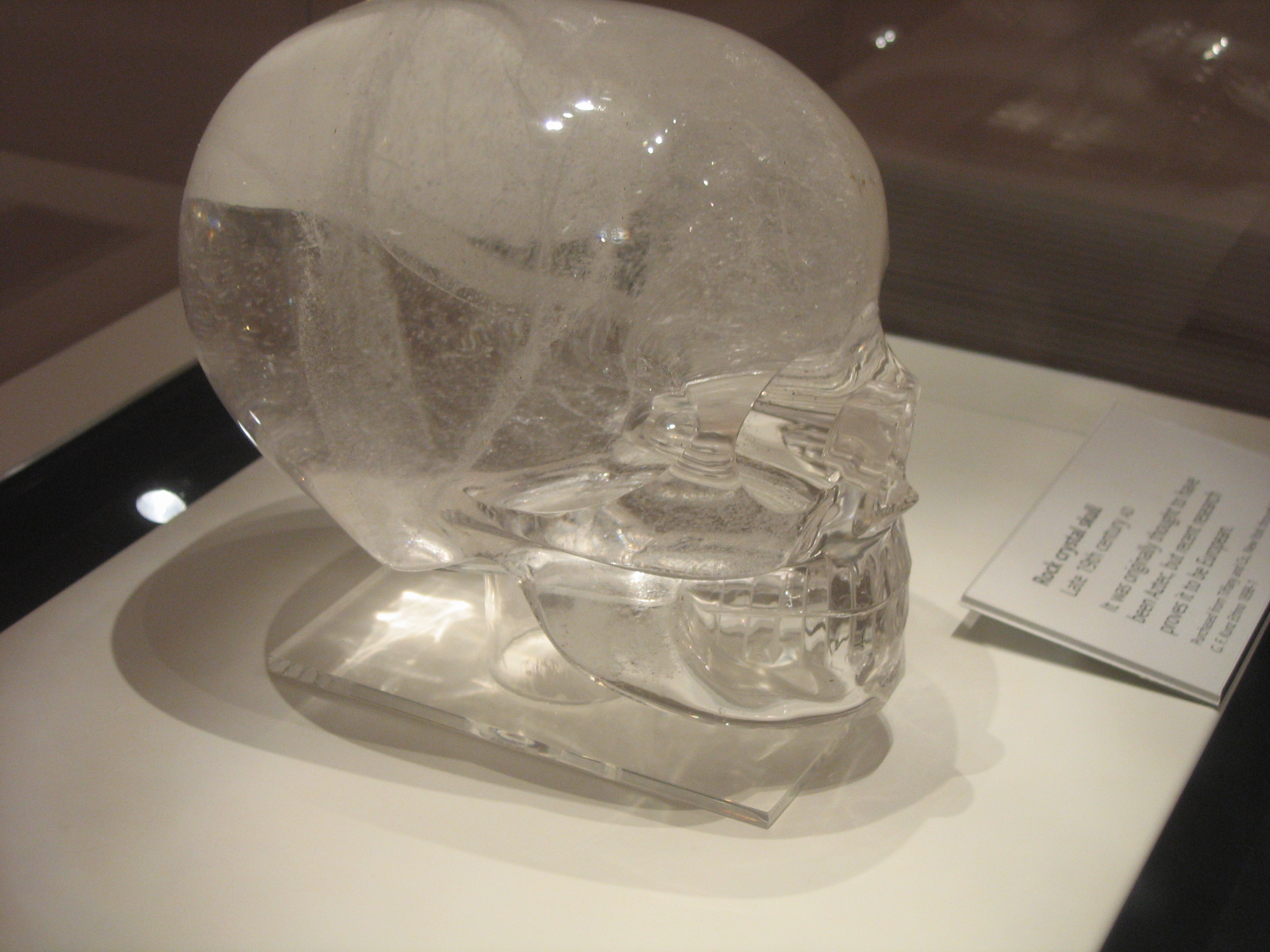
Кришталевий череп в Британському музеї.

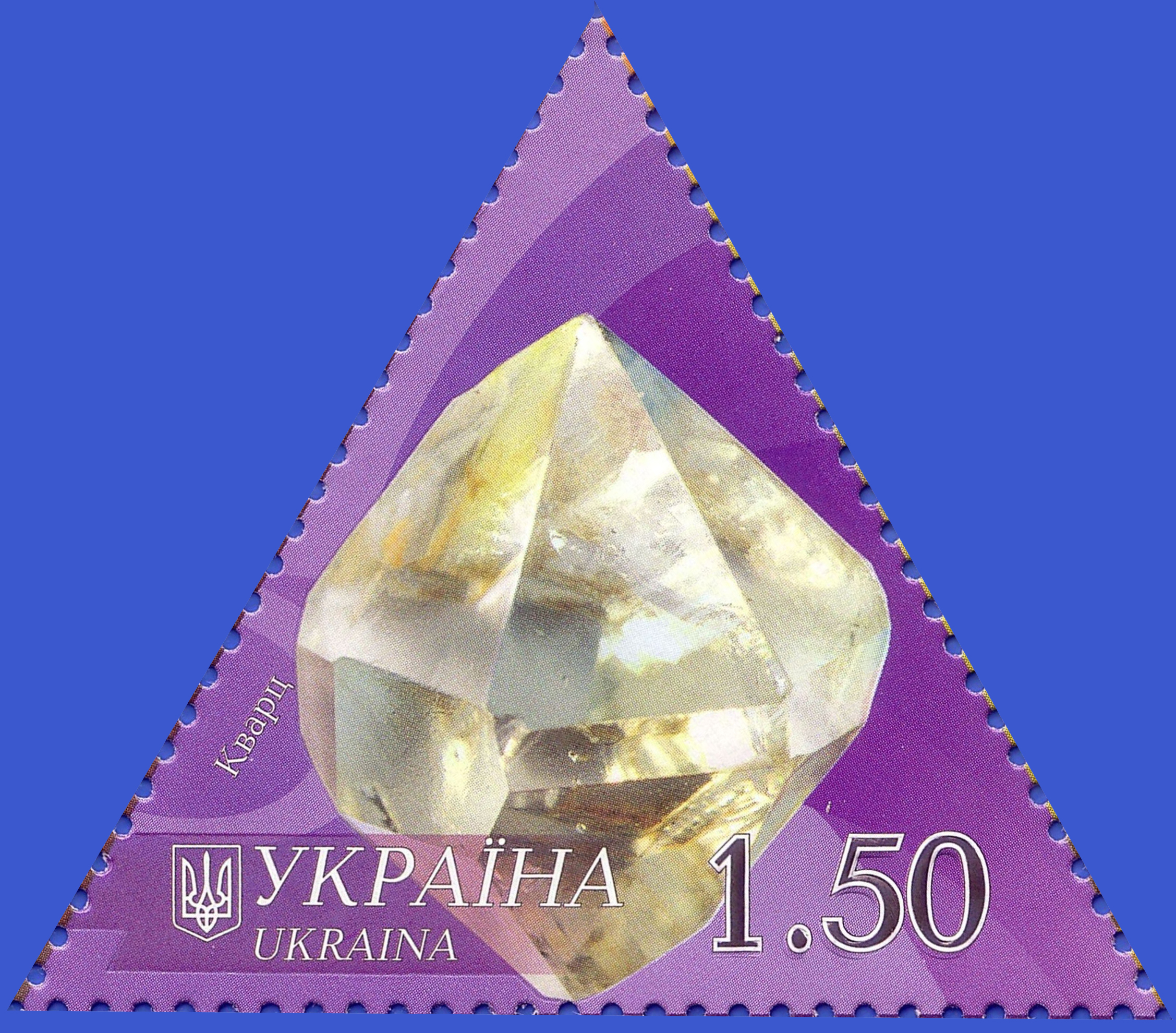
Гірський кришталь на поштовій марці, 2009.

Гірськи́й кришта́ль — мінерал, чистий природний діоксид кремнію, безбарвний, прозорий різновид кварцу, одна з кристалічних модифікацій кремнезему.

## Етимологія та історія
Гірський кришталь був відомий уже стародавнім людям. Вони виготовляли з нього наконечники для стріл. Завдяки своїй прозорості, гірський кришталь здавна використовувався для виробництва лінз. Наприклад, у Монголії й Китаї рани часто припікали за допомогою кришталевих куль, через які проходили промені сонця. Олімпійський вогонь у Стародавній Греції запалювали також за допомогою кришталевих лінз. Цікаво, що ця традиція відроджена в наші дні. У Стародавньому Римі з гірського кришталю вирізали вази й прикрашали їх орнаментами.
В українській науковій літературі під назвою «кришталь» вперше описаний в лекції «Про камені та геми» Феофана Прокоповича (Києво-Могилянська академія, 1705—1709 рр.).
Регіональною назвою гірського кришталю в Карпатах служив термін «драгоміт» та його синонім «мармароський діамант».
У середньовічній Європі гірський кришталь називали «арабським» чи «богемським алмазом».
Сьогодні термін гірський кришталь іноді використовується як альтернативна назва прозорого крупнокристалічного кварцу.

## Загальний опис
Формула SiO2. Сингонія тригональна. Твердість 7. Густина 2,6 г/см³.
Зустрічається в пустотах, в гідротермальних та альпійського типу жилах у вигляді поодиноких кристалів, іноді друз. Відомі кристали масою понад 1 т.
Зустрічається також у порожнинах пегматитових жил та контактово-метаморфічних родовищ різного типу. В осадових породах дуже поширений, але великих кристалів не утворює, а знаходиться у вигляді кристалічних щіток на стінках тріщин і у формі жеод, переважно серед вапняків і осадово-карбонатних товщах.
Супутні мінерали: польові шпати, слюди, глинисті мінерали, гетит, лімоніт, топаз, берил, гематит, магнетит, хлорит, рутил, брукіт, анатаз, пірит, кальцит, самородне золото тощо.
Цей мінерал можна знайти в природі дуже часто: в Криму, Карпатах, у Французьких і Швейцарських Альпах, на Уралі, в Якутії, Памірі, на острові Мадагаскар, в Бразилії, Китаї. Основні родовища: Бразилія, Угорщина, Мадагаскар, Шрі-Ланка, Росія та ін.
Чисті бездефектні кристали гірського кришталю зустрічаються відносно рідко та високо цінуються. Практичне значення мають кристали розміром від 3-5 см. За формою кристали призматичні, тригонально-трапецієподібні.
До різновидів даного мінералу необхідно віднести димчастий кришталь — раухтопаз, жовтий кришталь — цитрин, рожевий кварц — аметист, чорні серпанкові кристали гірського кришталю, звані моріон.

## Застосування
Античні греки та римляни вирізали з гірського кришталю печатки, посуд, прикраси. Геохімік та кристалограф Олександр Ферсман (1883—1945) писав, що у Нерона були два прекрасні кубки, вирізані з ідеально прозорих кристалів. Римські патриції влітку охолоджували руки кулями з гірського кришталю. З кристалів гірського кришталю вирізали запальні лінзи, за допомогою яких жерці «божественним вогнем» запалювали вогонь на жертовниках. У Британському музеї демонструється унікальної роботи кришталевий череп. У стародавньому Китаї та Японії виготовляли ідеальні кулі, багато з яких експонуються у різних музеях світу. Так, у Національному музеї США у Вашингтоні зберігається куля китайської роботи діаметром 327 мм, близька за формою до ідеальної.
Сьогодні гірський кришталь застосовується в радіотехніці для отримання ультразвукових коливань, виготовлення призм, спектрографів, лінз. Гірський кришталь використовується для виготовлення прикрас та декоративно-прикладних виробів, забарвлені кристали гірського кришталю застосовуються як напівкоштовне каміння.
Кристали чистого гірського кришталю значних розмірів зустрічаються рідко, тому він відносно дорогий. Штучний матеріал під назвою «кришталь» виготовляють шляхом додавання в звичайне скло оксиду свинцю і барію. У торгівлі люстри, келихи тощо, виготовлені зі штучного кришталю, нерідко видають за предмети з природного каменю.